# 夏休みのサンタさん
「明治生命120周年スペシャルドラマ 夏休みのサンタさん」（なつやすみのさんたさん）は、2001年9月4日に日本テレビで放送された渡哲也主演の単発ドラマ。
サブタイトルは「東京－函館900キロ、痴呆症の母と息子の最期の旅路－逝くなよ、母さん!」。

## 概要
- 明治生命の創業120周年を記念して作られたドラマである。
- 民放放送としては殆ど前例のない[1]、CMなしという極めて珍しい作品であり、番組のオープニングからエンディングまでCMは一切入らなかった[2]。
- このドラマ自体が明治生命からのメッセージであるとされている。

## 出演者
- 渡哲也
- いしだあゆみ
- 安達祐実
- 竹中直人（友情出演）
- 草笛光子
- 當間竣
- 石垣佑磨
- 舘ひろし（友情出演）
- 長谷川京子
- 黒澤優
- 伊佐山ひろ子
- 金児憲史
- 高橋由美子
- 木梨憲武（特別出演）

## スタッフ
- 井沢満（原作・脚本）
- 細野英延（演出）
- 荻野哲弘（プロデューサー）
- 川原康彦（プロデューサー）
- 中込卓也（プロデューサー）
- 渡辺俊幸（音楽）
- 木梨憲武（ナビゲーター）